# 黒坂真
黒坂 真（くろさか まこと、1961年 - ）は、日本の経済学者。専門はマクロ経済学。大阪経済大学経済学部教授。アジア人権人道学会理事。
北朝鮮に拉致された日本人を救出するための全国協議会副会長を歴任し、雑誌の論文などで北朝鮮の金正日体制を批判している。

## 略歴
- 千葉県立東葛飾高等学校卒業[1]
- 1985年　早稲田大学政治経済学部経済学科卒業
- 1993年　神戸大学大学院経済学研究科博士課程単位取得退学、大阪経済大学経済学部専任講師
- 1996年　大阪経済大学経済学部助教授

ブルーリボン芦屋・西宮の代表者

## 所属学会
- 日本経済学会
- 公共政策学会
- 国際安全保障学会